# Maria Josefa av Sachsen (1731–1767)

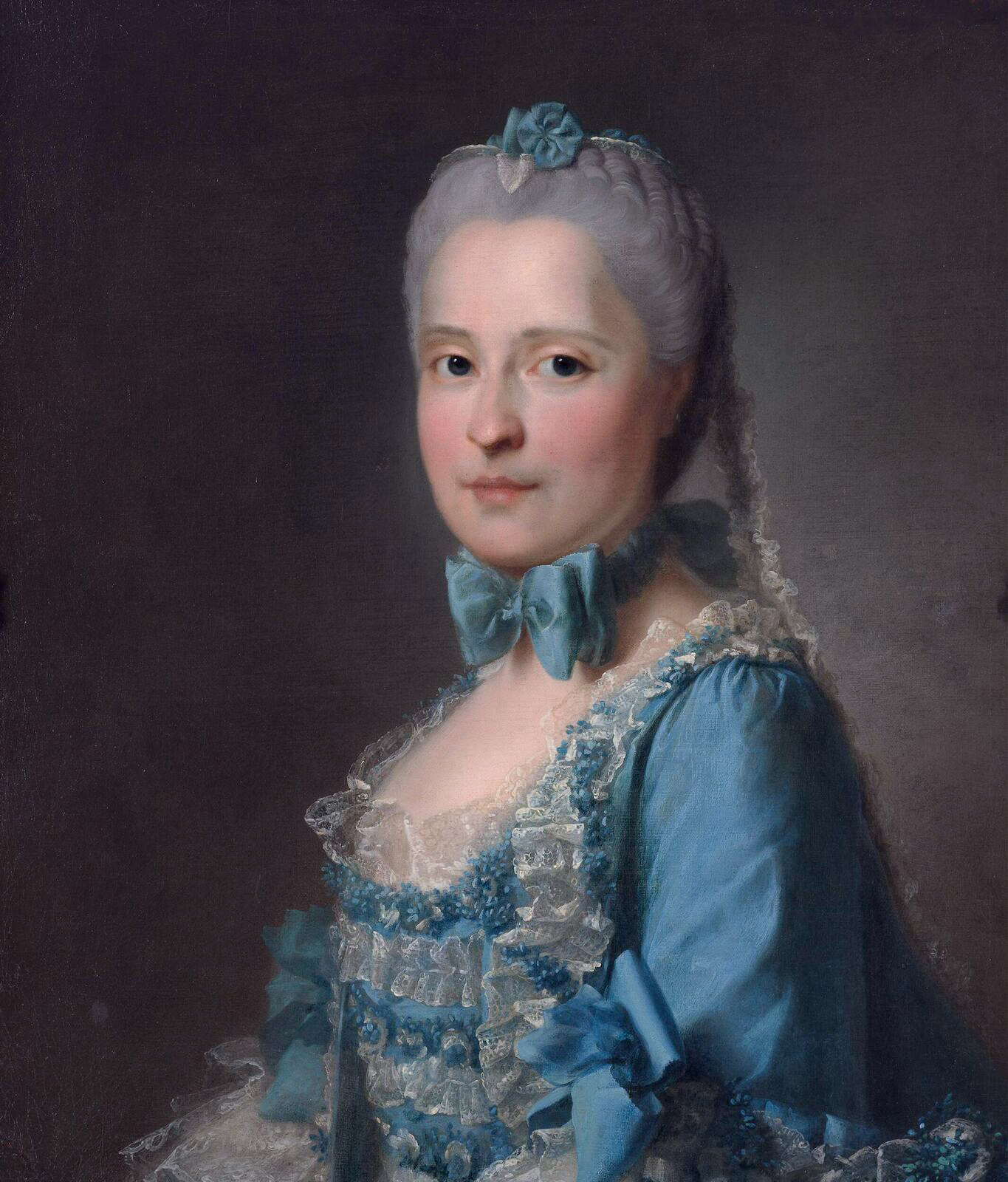
Maria Josefa av Sachsen

Maria Josefa av Sachsen (Maria Josepha Karolina Eleonore Franziska Xaveria), född 4 november 1731, död 13 mars 1767, fransk kronprinsessa (Dauphine), gift 1747 med kronprins Ludvig av Frankrike, svärdotter till kung Ludvig XV av Frankrike och mor till kung Ludvig XVI av Frankrike.

## Biografi
Maria Josefa var dotter till Fredrik August III, kurfurste av Sachsen och kung av Polen, och Maria Josefa av Österrike. Den 9 februari 1747 hölls bröllopet mellan henne och Ludvig. Äktenskapet hade arrangerats av Ludvig XV och Madame de Pompadour på förslag av farbrodern Moritz, greve av Sachsen, som ett sätt att sluta en allians mellan de två länderna efter att de hade varit på olika sidor under österrikiska tronföljdskriget.  
Maria Josefa hade ett gott förhållande till Madame de Pompadour, som hon tackade för att ha blivit fransk kronprinsessa. Äktenskapet började dåligt, eftersom Ludvig sörjde sin första fru, men blev med tiden lyckligt, och Maria Josefa fick respekt vid hovet för sitt tålmodiga sätt att vinna över makens känslor. Både hon och Ludvig delade intresset för religion och tillhörde gruppen kring drottningen, Maria Leszczyńska, och Dévots. Paret höll sig för sig själv i sin våning och ogillade hovets nöjesliv. Maria Josefa fick förtjänsten av att skapat en bättre relation mellan maken och svärfadern. År 1762 försökte hon förhindra förbudet mot jesuiterna, men annars var hon aldrig politiskt aktiv. Hon och maken ska ha fokuserat så starkt på sin äldste son att de försummade sina övriga barn; dennes sons död 1761 var också ett svårt slag.   
År 1765 dog maken i lungtuberkulos, vilket gav Maria Josefa en depression. Hon flyttades då av kungen till den avlidna Madame de Pompadours våning. Han diskuterade hennes sons äktenskap med henne; hon ogillade planerna på äktenskap med Marie-Antoinette, eftersom dennas mor hade övertagit hennes mors arvsrätt till Österrikes tron. Hon avled i lungtuberkulos 1767.

## Barn
- Marie-Zéphyrine (1750-1755);
- Louis-Joseph (1751-1761), hertig av Bourgogne;
- Xavier-Marie (1753-1754), hertig av Aquitaine;
- Ludvig XVI (Louis-Auguste) (1754-1793);
- Ludvig XVIII (Louis-Stanislas) (1755-1824);
- Karl X (1757-1836);
- Marie Clotilde (1759-1802), gift med Karl Emanuel IV av Sardinien;
- Élisabeth-Philippine (1764-1794) ("Madame Elisabeth")